# خفاش الفاكهة الجامايكي
خفاش الفاكهة الجامايكي (بالإنجليزية: Jamaican fruit bat)‏ ويسمى أيضا خفاش الفاكهة المكسيكي هو خفاش فاكهة يعيش في أمريكا الوسطى والجنوبية من سماته المميزة عدم وجود ذيل خارجي له.